# Xã Grant, Quận Huron, Michigan
Xã Grant (tiếng Anh: Grant Township) là một xã thuộc quận Huron, tiểu bang Michigan, Hoa Kỳ. Năm 2010, dân số của xã này là 913 người.